# Z女戰爭
《Z女戰爭》（日语：Z女戦争）是桃色幸運草Z的第8張單曲（包括獨立製作・限定出荷通算14張）。2012年6月27日由STARCHILD發售。

## 概要
- 初回限定盤A・B、通常盤、通常盤2（神奇寶貝盤）4種形式發售[2][3][4][5][6][7][8]。
- 衣裝原案是すしお（日语：すしお）。

## 收錄曲

### 初回限定盤
1. Z女戦争 [6:55]
作詞・作曲：ティカ・α（日语：ティカ・α）、編曲：近藤研二（日语：近藤研二）
2. PUSH [4:34]
作詞：久保田洋司（日语：久保田洋司）、作曲：大隅知宇（日语：大隅知宇）、編曲：橋本由香利
Lotte ICE『爽』CM歌曲
3. Z女戦争（off vocal ver.）
4. PUSH（off vocal ver.）

DVD
- 初回限定盤A：Z女戦争（MV）
- 初回限定盤B：PUSH（MV）

### 通常盤、通常盤2（神奇寶貝盤）
1. Z女戦争
2. PUSH
3. みてみて☆こっちっち [3:52]
作詞：戸田昭吾（日语：戸田昭吾）、作曲・編曲：田中宏和
東京電視台系動畫『神奇寶貝超級願望』・『神奇寶貝BestWishes Season2』片尾曲、神奇寶貝短編電影『メロエッタのキラキラリサイタル』片尾曲
4. Z女戦争（off vocal ver.）
5. PUSH（off vocal ver.）
6. みてみて☆こっちっち（off vocal ver.）

## 備註
1. ↑  . Oricon. 2012-06-01  [2012-06-02]. （原始内容存档于2013-03-20）.
2. 1 2  . hotexpress. 2012-06-01  [2012-06-02]. （原始内容存档于2012-07-11）.
3. ↑  . ナタリー. 2012-06-01  [2012-06-02]. （原始内容存档于2019-12-01）.
4. ↑  . CDJournal. 2012-06-01  [2012-06-02]. （原始内容存档于2019-11-30）.
5. ↑  . Mynavy Corporation. 2012-06-01  [2012-06-02]. （原始内容存档于2013-10-29）.
6. ↑  . BARKS. 2012-06-01  [2012-06-02]. （原始内容存档于2020-11-28）.
7. ↑  . Listen Japan. 2012-06-01  [2012-06-02]. （原始内容存档于2012-07-05）.
8. ↑  . Tower Records Online. 2012-06-01  [2012-06-02]. （原始内容存档于2019-11-29）.

## 外部連結
- YouTube上的桃色幸運草Z「Z女戰爭」MV
- YouTube上的桃色幸運草Z「PUSH」MV
- 2012年6月27日　8th單曲『Ｚ女戰爭』發售詳細決定! - 桃色幸運草Z官方網站 - 唱片